# Rumoridus
Rumoridus, est un officier et un homme politique romain de la fin du IVe siècle et du début du Ve siècle. Il fut nommé consul en 403 pour la partie occidentale.

## Biographie

### Origines
Rumoridus est d'origine franque comme les généraux Arbogast et Bauto. Son nom est latinisé et pourrait provenir du mot germanique rum, signifiant « la gloire ». Les inscriptions relatives à son orthographe présentent plusieurs variations, comme Romodorus. 
Ambroise, évêque de Milan, décrit Rumoridus dans une lettre à Eugène comme ayant conservé la pratique du paganisme depuis son enfance. 

### Carrière politique
Rumoridus commencé sa carrière comme officier. Une inscription de son nom retrouvée sur une brique en Thrace pourrait indiquer qu'il fut affecté à un moment donné dans cette région, peut-être au début de sa carrière.    
Selon un extrait d'une lettre d'Ambroise de Milan, Rumoridus serait devenu magister militum sous le règne de l'empereur Valentinien II en 384. Comme Bauto, autre officier d'origine franque et de religion païenne, il reste fidèle à l'empereur Valentinien II et à sa mère, l'impératrice Justine, durant l'usurpation de Maxime de 384 à 388. Les deux généraux sont chargés par la régente de garder le passage des Alpes d'une éventuelle invasion de l'Italie par les armées de Maxime.   
Ambroise de Milan indique que Rumoridus aurait assisté avec Bauto à la lecture d'une pétition demandant la restauration de l'autel de la Victoire dans l'enceinte de la Curie Julia en assistant au consistoire. Comme Bauto, Rumoridus se serait prononcé en faveur de son rétablissement.   
L'historien Bernard Pyne Grenfell émet l'hypothèse que Rumoridus aurait pu être rappelé pendant la première invasion de l'Italie par Alaric en 400, et aurait joué un rôle dans la défaite du roi Wisigoth en 402,. Rumoridus n'est cependant pas mentionné par Claudien, le panégyriste de Stilicon, ce qui pourrait indiquer une inimitié entre les deux généraux.   
L'année suivante, en 403, Rumoridus est nommé consul pour la partie occidentale en même temps que Théodose II, alors âgé de 7 ans, pour la partie orientale,.